# Liste portugiesisch-tschechischer Städte- und Gemeindepartnerschaften
Diese Liste portugiesisch-tschechischer Städte- und Gemeindepartnerschaften führt die Städte- und Gemeindefreundschaften zwischen den Ländern Portugal und Tschechien auf.
Nach dem EU-Beitritt Tschechiens 2004 gingen portugiesische und tschechische Kommunen bisher drei Partnerschaften ein (Stand 2010).

## Liste der Städtepartnerschaften und -freundschaften
| Portugiesischer Ort | Tschechischer Ort | Seit | Anmerkung                                           |
| ------------------- | ----------------- | ---- | --------------------------------------------------- |
| Porto               | Brünn             | 2004 | Kooperationsabkommen                                |
| Samuel              | Starý Poddvorov   | 2004 | im Rahmen der European Charter – Villages of Europe |
| Sesimbra            | Sušice            | 2004 | im Rahmen der Douzelage                             |